# Renārs Uščins
Renārs Uščins (Cēsis, 29 de abril de 2002) es un jugador de balonmano alemán que juega de lateral derecho en el TSV Hannover-Burgdorf. Es internacional con la selección de balonmano de Alemania.
Pese a haber nacido en Letonia, vive en Alemania desde los 3 años, ya que su padre, Armands Uščins, ejerció como entrenador en el país.
Su primer gran campeonato con la selección fue el Campeonato Europeo de Balonmano Masculino de 2024.

## Palmarés

### Selección nacional
| Juegos Olímpicos | Juegos Olímpicos | Juegos Olímpicos | Juegos Olímpicos |
| Año              | Lugar            | Medalla          |                  |
| ---------------- | ---------------- | ---------------- | ---------------- |
| 2024             | París            | Medalla de plata |                  |

### Consideraciones individuales
- Mejor lateral derecho del Campeonato Europeo de Balonmano Masculino Sub-19 de 2021[3]
- Mejor lateral derecho del torneo masculino de balonmano de los Juegos Olímpicos de París 2024[4]

## Clubes
| Club                  | País     | Año       |
| --------------------- | -------- | --------- |
| SC Magdeburg          | Alemania | 2020-2021 |
| Bergischer HC         | Alemania | 2021      |
| TSV Hannover-Burgdorf | Alemania | 2022-Act. |

## Estadísticas

### Selección nacional
|  | Líder del Torneo            |
|  | Incluido en el Equipo Ideal |

| Torneo                | Partidos | Ataque | Ataque | Ataque      | Ataque | Posición         |
| Torneo                | Partidos | Goles  | Tiros  | Efectividad | Media  | Posición         |
| --------------------- | -------- | ------ | ------ | ----------- | ------ | ---------------- |
| Europeo 2024          | 8        | 17     | 33     | 51.51%      | 2.12   | 4º               |
| Juegos Olímpicos 2024 | 8        | 52     | 76     | 68.42%      | 6.5    | Medalla de plata |
| Mundial 2025          | 7        | 35     | 65     | 53.85%      | 5      | 6º               |
| Total en su carrera   | 23       | 104    | 174    | 59.77%      | 4.52   | -                |

Actualizado a 31 de enero de 2025.